# 鳥取市立遷喬小学校
鳥取市立遷喬小学校（とっとりしりつ せんきょうしょうがっこう）は、鳥取県鳥取市本町一丁目にある公立小学校。

## 沿革
- 1872年（明治5年）12月1日 - 第十九番小学校創立。[1]
- 1873年（明治6年） - 遷喬小学校と改称。
- 1888年（明治21年）4月 - 循誘小学校と合併、三育尋常小学校と改称。
- 1897年（明治30年）4月1日 - 遷喬尋常小学校と改称。
- 1935年（昭和10年）- 校歌の制定。（作詞：中瀬源太郎、作曲：田村虎蔵）
- 1941年（昭和16年）4月1日 - 国民学校令により遷喬国民学校と改称。
- 1943年（昭和18年）9月10日 - 鳥取大震災により破損多数、講堂・校舎は死傷者収容場に当てられる。
- 1947年（昭和22年）4月1日 - 学制改革により鳥取市立遷喬小学校と改称。
- 1952年（昭和27年）4月17日 - 鳥取大火により校舎全焼。
  - 5月1日 - 修立小学校に於いて二部授業開始
  - 9月8日 - 2・4・5年生は久松小学校に移転し全日授業開始。
- 1953年（昭和28年）8月18日 - 鉄筋校舎第一期工事竣工、28日移転。
- 1965年（昭和40年）7月9日 - 岡山県久世町遷喬小学校（現・真庭市立遷喬小学校）と姉妹校となり交流が始まる。
- 1995年（平成7年） - 新校舎竣工式。
- 2004年（平成16年）4月 - 2学期制の実施[2]。

## 通学区域
- 戎町、桶屋町、掛出町、鍛冶町、片原一丁目、片原二丁目、片原三丁目、上魚町、川端一丁目、川端二丁目、川端三丁目、尚徳町、職人町、新町、寺町（下区）、二階町一丁目、二階町二丁目、二階町三丁目、本町一丁目、本町二丁目、本町三丁目、元魚町一丁目、元魚町二丁目、元大工町、元町、若桜町[3]

## 進学先中学校
- 鳥取市立北中学校

## 交通アクセス
- JR山陰本線 鳥取駅より約1km
- 日本交通・日ノ丸バス県庁日赤経由全便（路線番号：31・32・32H・33・35・36H・37・38・38H・39・40N・41・41H・41Z・43・43N・44・45・45H・46・46H・46N・47・47H・48・49）「本町一丁目」バス停下車。

## 校区内の主な施設
- 鳥取市役所
- 鳥取赤十字病院
- 鳥取県立図書館・鳥取県立県民文化会館

## 出身者
- 伊谷賢蔵（洋画家、書家）[4]
- 佐々木惣一（憲法学者）
- 由谷義治（政治家）
- 田村耕太郎（政治家）
- 谷口ジロー（漫画家）[5]